# Iglesia de San Francisco de Asís de Goa
La iglesia de San Francisco de Asís fue construida en 1661 por los portugueses en la India portuguesa.

## Estructura
La siguiente información figura en la placa situada junto a la iglesia de San Francisco de Asís:
"La fachada de tres cuerpos tiene torres octogonales en casa lado y en el nicho centra hay una estatua de San Miguel. La entrada principal está decorada con pilastras circulares y roseta. La nave central tiene bóveda de medio punto mientras que el crucero tiene bóveda apuntada que soporta el coro. Los muros internos, separando las capillas y soportando la galería superiores están decoradas con frescos de diseños florales. Sobre el tabernáculo del altar mayor se sitúa una gran estatua de San Francisco de Asís y Jesús en la cruz, y se pueden ver estatuas de San Pedro y San Pablo debajo. Los muros adjuntos de la nave conservan paneles pintados con escenas de la vida de San Francisco de Asís"